# Samboan
Samboan ist eine Großraumgemeinde in der Provinz Cebu auf der Insel Cebu auf den Philippinen. Sie hat 20.884 Einwohner (Zensus 1. August 2015), die in 15 Barangays leben. Sie gehört zur fünften Einkommensklasse der Gemeinden auf den Philippinen und wird als partiell urbanisiert beschrieben. der Name der Gemeinde leitet sich aus dem Wort Sinamboang das in Cebuano einfach ‚fischen‘ bedeutet.

## Geographie
Sie liegt an der Westküste der Insel Cebu an der Tanon-Straße, der Insel Negros gegenüber. Cebu City liegt ca. 140 km nordöstlich der Gemeinde und ist über die Küstenstraße, via Toledo City aus erreichbar. Die Nachbargemeinden sind Ginatilan im Norden, Oslob im Osten und Santander im Süden. Die Topographie der Stadt wird bis auf einen kleinen Küstenstreifen als gebirgig und steil beschrieben.

## Barangays
| - Basak - Bonbon - Bulangsuran - Calatagan - Cambigong | - Camburoy - Canorong - Colase - Dalahikan - Jumangpas | - Monteverde - Poblacion - San Sebastian - Suba - Tangbo |